# Karen Ashe
Pour les articles homonymes, voir Ashe.
Karen K. Hsiao Ashe est une neurologue américaine, professeure à la faculté de médecine de l'université du Minnesota (UMN), où elle est titulaire des chaires Edmund Wallace et Anne Marie Tulloch en neurologie et neurosciences. Elle est directrice du Laboratoire de recherche en neurobiologie de la maladie d'Alzheimer à l’UMN, ses domaines d'intérêt spécifiques étant les troubles de mémoire de la maladie d'Alzheimer et les mesures préventives contre cette maladie. Ses recherches portent notamment sur le développement d'un modèle animal de la maladie d'Alzheimer,.

## Famille et formation
Ses parents ont immigré de  Chine aux États-Unis pour y poursuivre leurs études en vue de PhD ; son père, CC Hsiao, a enseigné le génie aérospatial à l'Université du Minnesota et sa mère, Joyce, était biochimiste. Karen Hsiao a fréquenté l'Académie St. Paul  puis l'université de Harvard . Elle obtient son diplôme de médecine à Harvard et terminé son PhD au MIT,. Elle rejoint l'Université du Minnesota en 1992.[réf. nécessaire]. Elle a également étudié à l'Université de Californie, San Francisco. Son mari, James Ashe est également neurologue ; elle est mère de trois enfants (dont deux d'un précédent mariage).

## Recherche sur Alzheimer
Un article de juillet 2022 dans Science fait état d'allégations de fabrication de données dans des articles sur les causes de la maladie d'Alzheimer rédigés par l'un des chercheurs de son équipe, le Français Sylvain Lesné, et supervisés par elle-même,. Le chercheur sur la maladie d'Alzheimer, John Forsayeth, déclare qu'Ashe s'était rendue coupable d'une « faute éthique majeure » en ne parvenant pas à gérer le problème et Dennis Selkoe a déclaré ne pas comprendre pas comment il était possible qu'Ashe s’abstienne de passer les données au crible hyper-fin, d'autant plus que le travail de Lesné était déjà mis en question.
Karen Ashe se refuse à tout commentaire concernant directement Lesné à cause de l'enquête de l'Université du Minnesota en cours à son sujet, se déclarant certes choquée d'avoir peut-être été induite en erreur par un proche collaborateur mais surtout de la mauvaise interprétation par la communauté scientifique des implications de ses travaux.

## Honneurs et récompenses
Karen Ashe a reçu le prix de la Fondation Metlife pour la recherche médicale sur la maladie d'Alzheimer en 2005. Elle a reçu plus de 28 millions de dollars en subventions des National Institutes of Health des États-Unis.

## Publications sélectionnées
- (en) Cleary JP, Walsh DM, Hofmeister JJ, Shankar GM, Kuskowski MA, Selkoe DJ, Ashe KH, « Natural oligomers of the amyloid-beta protein specifically disrupt cognitive function », Nat Neurosci, vol. 8, no 1,‎ janvier 2005, p. 79–84 (PMID 15608634, DOI 10.1038/nn1372)
- Lesné S, Koh MT, Kotilinek L, Kayed R, Glabe CG, Yang A, Gallagher M, Ashe KH, « A specific amyloid-beta protein assembly in the brain impairs memory », Nature, vol. 440, no 7082,‎ mars 2006, p. 352–7 (PMID 16541076, DOI 10.1038/nature04533)
- Lim GP, Yang F, Chu T, Chen P, Beech W, Teter B, Tran T, Ubeda O, Ashe KH, Frautschy SA, Cole GM, « Ibuprofen suppresses plaque pathology and inflammation in a mouse model for Alzheimer's disease », J Neurosci, vol. 20, no 15,‎ août 2000, p. 5709–14 (PMID 10908610, PMCID 6772529)